# Neoelamita III
Neoelamita III (vers 646-539 aC) és un període de la història d'Elam que va entre el saqueig de Susa per Assurbanipal (646 aC) i la conquesta de Susiana pels aquemènides d'Anshan, segurament obra de Cir II el Gran després del 539 aC.
D'aquest període no es tenen gairebé notícies. Se sap de l'existència d'almenys dos reis, coneguts per fonts mesopotàmiques: Sutur-Nakhunte, fill d'Humbanumena III (646-? aC); i Sutur-Nakhunte, fill d'Indada (després del 600 aC) que abans havien estat identificats amb Sutruk-Nahhunte (711-699 aC), fill d'Humbanumena II.
Altres reis són coneguts per les tauletes que s'han trobat: Humbankitin (segona meitat del segle vii aC, probable fill i successor de Sutur-Nakhunte) i Ummanunu(començament del segle VI aC); altres reis són Hallutash-Inshushinak (segona meitat del segle VII aC), fill d'Humbantahra II, i Atta-hamiti-Inshushinak (segona meitat del segle VII aC), fill d'Hutran-tepti.
Ummanunu, es creu que fou el pare de Shilhak-Inshushinak II, i aquest pare de Tepti-Humban-Inshushinak, i els tres van governar en successió des de vers el 585 fins al 539 quan el regne elamita es va fragmentar en diversos petits regnes (potser o potser no vassalls del rei principal de Susa) i apareix un Shutur-Nakhunte, fill d'Indada, governant la regió de Malamir; Humban-Shuturuk, fill de Shati-hupiti, governat probablement la regió de Kesat (Elimaida) i els aquemènides a Anshan.
Els reis Sutur-Nakhunte, Hallutash-Inshushinak i Atta-hamiti-Inshushinah encara es titulaven reis d'Anshan i Susa però des Ummanunu i el seu successor Shilhak-Inshushinak II ja només van portar el títol de reis sense indicar d'on i el darrer Tepti-Humban-Inshushinak ni tan sols esmenta el seu títol de rei, tot i que se sap que va fer una campanya militar a les muntanyes Zagros.

## Llista de reis
- Sutur-Nakhunte II 646-? aC
- Humbankitin ?
- Hallutash-Inshushinak
- Atta-hamiti-Inshushinak
- Ummanunu vers 585-? aC
- Shilhak-Inshushinak II ?
- Tepti-Humban-Inshushinak ?-539 aC
- Sutur-Nakhunte III vers 539-520 aC (a Malamir)
- Humban-Shuturuk vers 539-520 aC (a Kesat)